# Окорн, Митя
Митя Окорн (словен. Mitja Okorn; род. 26 января 1981, Крань, Социалистическая Республика Словения, Югославия) — словенский кинорежиссёр, продюсер и сценарист, работавший также в США и Польше. Первый голливудский режиссёр-словенец.

## Биография
Родился 26 января 1981 года в городе Крань в Словении (на тот момент — часть СФРЮ). В детские годы увлекался скейтбордингом. Учился на экономиста в колледже при Люблянском университете, однако бросил учёбу на третьем курсе.

## Карьера
Дебютировал в 2005 году, художественный фильм «Тут и там».
В 2011 в Польше снял мелодраму «Письма к М.», имевшую огромный успех, так как помимо кассовых сборов были проданы права на показ фильма в нескольких странах (включая Словению).
В 2020 году состоялся голливудский дебют Окорна — «Жизнь за год». Несмотря на примитивный сюжет (молодой негр, мечтающий о карьере рэпера, начинает встречаться с умирающей от рака белой девушкой), эта работа принесла режиссёру популярность и сделала его первым режиссёром-словенцем в Голливуде.
В 2024 году под руководством Окорна, вышел фильм «Боксер из Польши».

## Взгляды
По мнению режиссёра, словенский кинематограф стагнирует на протяжении десятилетий; также Митя Окорн критиковал словенских продюсеров за то, что они не инвестируют в его фильмы.

## Фильмография
| Год  | Название на русском   | Название в оригинале             | Должность | Должность | Должность | Страна   |
| Год  | Название на русском   | Название в оригинале             | Режиссёр  | Продюсер  | Сценарист | Страна   |
| ---- | --------------------- | -------------------------------- | --------- | --------- | --------- | -------- |
| 2005 | Тут и там             | Tu pa tam                        | зелёная ✓ | зелёная ✓ | зелёная ✓ | Словения |
| 2011 | Письма к М.           | Listy do M.                      | зелёная ✓ | ❌        | ❌        | Польша   |
| 2020 | Все мои друзья мертвы | Wszyscy moi przyjaciele nie żyją | ❌        | зелёная ✓ | ❌        | Польша   |
| 2020 | Жизнь за год          | Life in a Year                   | зелёная ✓ | ❌        | ❌        | США      |
| 2022 | Эскортницы            | Dziewczyny z Dubaju              | ❌        | зелёная ✓ | ❌        | Польша   |